# Jonathan Schmude
Jonathan Schmude (* 31. Mai 1992 in Bremen) ist ein deutscher Fußballspieler.

## Karriere
Jonathan Schmude wuchs südöstlich von Bremen in Verden auf und begann beim FC Langwedel mit dem Fußballspielen. Bereits mit zwölf Jahren kam er zu Werder Bremen und spielte dort erfolgreich in der Jugend. Unter anderem wurde er in seinem letzten A-Jugendjahr Vizemeister der Juniorenbundesliga Nord/Nordost und war Juniorenpokal-Halbfinalist. Außerdem trainierte er auch schon mit der ersten Mannschaft und durfte in einem Testspiel mit den Bundesligaprofis spielen.
Zur Saison 2011/12, nachdem er auch die Schule mit dem Abitur am Gymnasium am Wall abgeschlossen hatte, wurde er dann in die U-23 übernommen. Allerdings kämpfte er zu Beginn mit einer hartnäckigen Verletzung und so kam er erst kurz vor der Winterpause zu seinem Debüt in der dritten Liga gegen Arminia Bielefeld, als er in der 69. Spielminute für Leon Balogun eingewechselt wurde. Schmude spielte in der Saison 2013/14 bei der zweiten Mannschaft von Hannover 96, kam jedoch nur auf sechs Regionalligaeinsätze. 2014 wechselte er zum TSV Ottersberg in die Oberliga. Nachdem Schmude mit dem TSV Ottersberg aus der Oberliga abgestiegen war, schloss er sich dem Landesliga-Aufsteiger FC Verden 04 an.